# Green Spring (Kentucky)
Green Spring è un comune degli Stati Uniti d'America, situato nello Stato del Kentucky, nella contea di Jefferson.